# Xã North Galloway, Quận Christian, Missouri
Xã North Galloway (tiếng Anh: North Galloway Township) là một xã thuộc quận Christian, tiểu bang Missouri, Hoa Kỳ. Năm 2010, dân số của xã này là 3.626 người.